# 초저온 원자
초저온 원자(영어: Ultracold atom)는 절대 영도에 매우 가깝게 유지되어 있는 원자기체이다. 주로 1마이크로켈빈(µK) 이하의 온도를 갖고 있을 때를 의미한다. 초저온에서는 원자의 양자역학적 특성이 중요하게 작용하며, 고전 열역학으로 설명 불가능한 새로운 상태에 도달한다. 보손의 경우 보스-아인슈타인 응축 (BEC) 현상을, 페르미온의 경우 겹친 페르미 기체를 관측할 수 있다.
초저온에 이르기 위해서는 몇 가지 실험 기법이 사용되는데 대표적으로 광자기 포획 상태의 기체를 레이저 냉각, 증발 냉각의 순서로 수백 나노켈빈(nK)까지 내리는 기법이 주축을 이룬다. 초저온 상태에서는 앞서 언급한 BEC와 페르미 겹침 상태 외에도 초유체 현상, 양자 자성, 다체 스핀 역학, 에피모프 상태, BEC-BCS 전이 등을 연구할 수 있게 된다.

## 같이 보기
- 보스-아인슈타인 응축

## 참고 문헌
- Madison, K. W.; Wang, Y. Q.; Rey, A. M.; Bongs, K., 편집. (2013). 《Annual Review of Cold Atoms and Molecules》. World Scientific. ISBN 978-981-4440-39-4.
- Bloch, Immanuel (2008). “Quantum Gases”. 《Science》 319 (5867): 1202. Bibcode:2008Sci...319.1202B. doi:10.1126/science.1152501.
- Rousseau, Valery. “Pure Mott Phases in Confined Ultracold Atomic Systems”. 《Phys. Rev. Lett.》 104 (16): 167201. doi:10.1103/PhysRevLett.104.167201.
- Leggett, A. J. (2006). 《Quantum Liquids》 (영어). Oxford University Press. ISBN 978-0-19-8526438.